# Oxyhæmoglobin
Oxyhæmoglobin er hæmoglobin, der har optaget alle de fire mulige oxygenatomer. Oxyhæmoglobin er den tilstand, hæmoglobin findes i, når blodet forlader lunger eller gæller.